# 寝屋川市駅

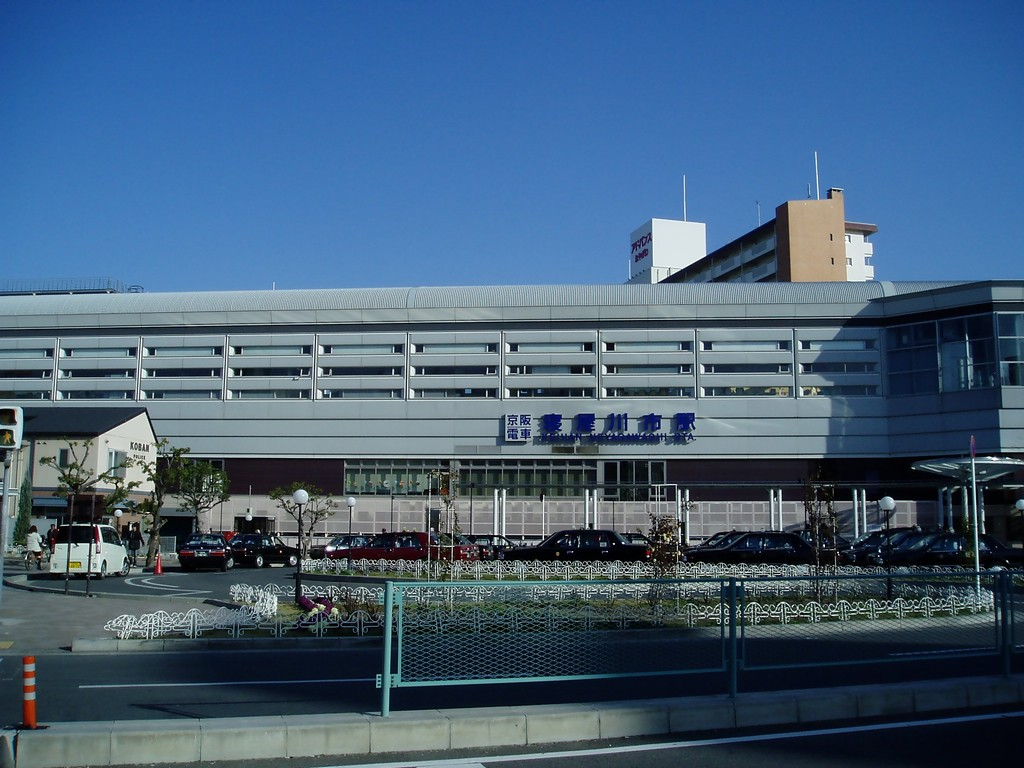
西口（北側を撮影）

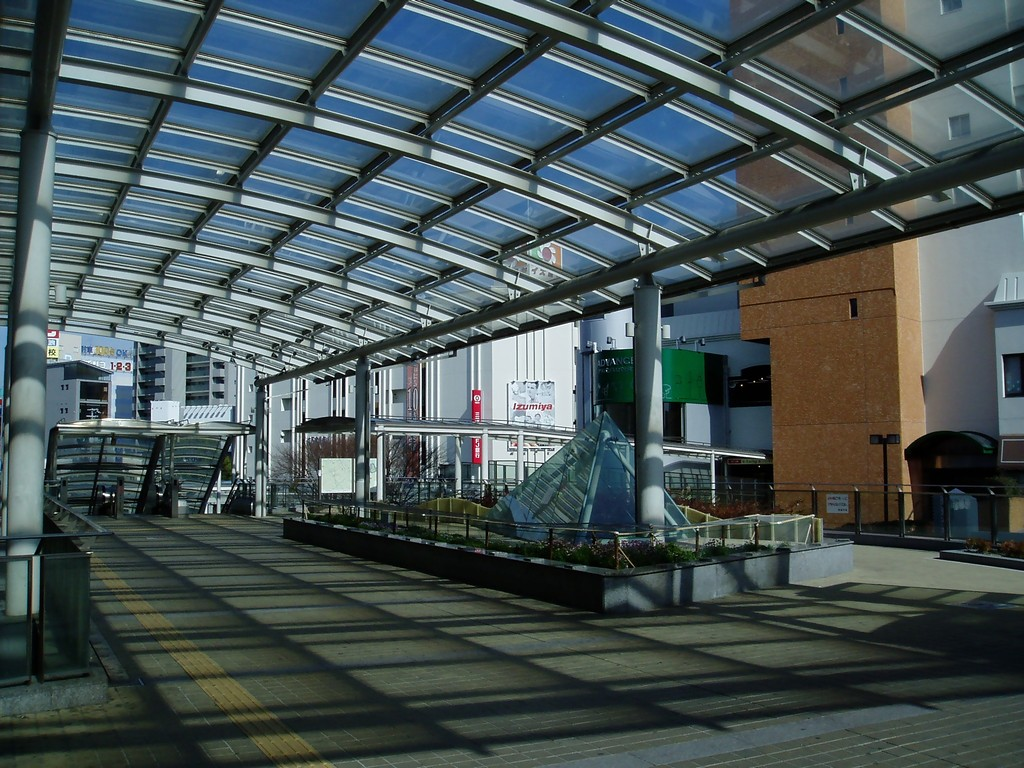
東口のペデストリアンデッキ

寝屋川市駅（ねやがわしえき）は、大阪府寝屋川市早子町にある、京阪電気鉄道京阪本線の駅。駅番号はKH17。

## 概要
京阪間の主要駅の1つで、人口約22万人の中核市・大阪府寝屋川市の中心駅でもある。
通勤快急以下の全種別と一部のライナーが停車する。特急は停車しないものの利用客は多く、特急停車駅の過半数を上回る乗降客数を誇る。

## 歴史
京阪本線開通時に寝屋川駅として開業、戦争中の一時期、急行停車駅だった。1951年（昭和26年）に現在の駅名寝屋川市駅に改称された。1963年（昭和38年）豊野駅の廃止に伴い京都よりに約200ｍ移動して現在地へ移転。1969年（昭和44年）に駅京都側に都市計画道路の建設において立体交差化されるが、駅そのものは高架化されなかった。1970年（昭和45年）には急行の日中停車が再開し、1980年（昭和55年）の寝屋川信号所 - 守口市駅間の複々線高架化事業の竣工により急行の終日停車駅となった。

### 年表
- 1910年（明治43年）4月15日：京阪本線開通と同時に寝屋川駅として開業[2]。
- 1943年（昭和18年）10月1日：会社合併により京阪神急行電鉄（現・阪急電鉄）の駅となる。
- 1944年（昭和19年）7月16日：急行停車駅となる[3]。
- 1949年（昭和24年）
  - 8月1日：急行通過駅に戻る[4]。
  - 12月1日：会社分離により京阪電気鉄道の駅となる。
- 1951年（昭和26年）8月20日：寝屋川市駅に改称[2]。
- 1963年（昭和38年）5月15日：現在地に駅を移設。これに伴って豊野駅が廃止された[2]。
- 1970年（昭和45年）11月1日：急行の日中停車を開始。
- 1974年（昭和49年）9月1日：寝屋川市駅京都側に都市計画道路「池田 - 秦線」との立体交差化工事竣工 (800m)[5]。
- 1980年（昭和55年）3月23日：急行が終日停車になる。
- 1982年（昭和57年）1月：駅と周辺1.8kmを高架化する都市計画を決定。
- 1988年（昭和63年）9月25日：自動改札機が設置される[6]。
- 1990年（平成2年）
  - 8月：大阪府との基本協定締結。
  - 11月27日：鉄道高架工事起工[7]。
- 1997年（平成9年）9月6日：上り線（京都行き）が高架化[8][9]。
- 1999年（平成11年）11月20日：下り線（大阪行き）が高架化。淀屋橋駅から15.7kmが立体交差化された（寝屋川車庫への出入り線を除く）。
- 2001年（平成13年）7月28日：2階コンコースが使用を開始。
- 2002年（平成14年）3月31日：駅高架工事が竣工。
- 2003年（平成15年）
  - 2月1日：東口バスのりば場所および番号の変更。
  - 3月26日：高架下1階にフレスト寝屋川店開店。東口ペデストリアンデッキ供用開始。
- 2004年（平成16年）：「第10回大阪・心ふれあうまちづくり賞」で『大阪府知事特別賞』を受賞。
- 2007年（平成19年）3月30日：アンスリーSΛM寝屋川ホーム店がオープン。
- 2008年（平成20年）10月19日：新設された快速急行（及び通勤快急）の停車駅となり、ホームに番号が付加される。
- 2009年（平成21年）3月21日：南改札口に「けいはんインフォステーション」を運用開始。
- 2010年（平成22年）5月29日：東口1階で寝屋川高校吹奏楽部により「寝屋川高校&京阪電車100年記念コンサート」が開催される。
- 2016年（平成28年）
  - 3月15日：事故情報などをリアルタイムに知らせる「旅客案内ディスプレー」を設置[10]。
  - 8月：関西で初めて駅構内に宅配便受け取りロッカーを設置[11]。
- 2018年（平成30年）3月27日：駅トイレのリニューアル工事が竣工[12]。
- 2020年（令和2年）2月：京都行きホームに「注意喚起シート（紅白縞模様）」設置[13]。
- 2022年（令和4年）10月：南改札横のアンスリーが閉店し、もより市がオープン。
- 2023年（令和5年）8月26日：ダイヤ改正で、全車座席指定列車「ライナー」のうち朝の樟葉・枚方市発淀屋橋行きの4本が当駅に停車するようになる。

## 駅構造

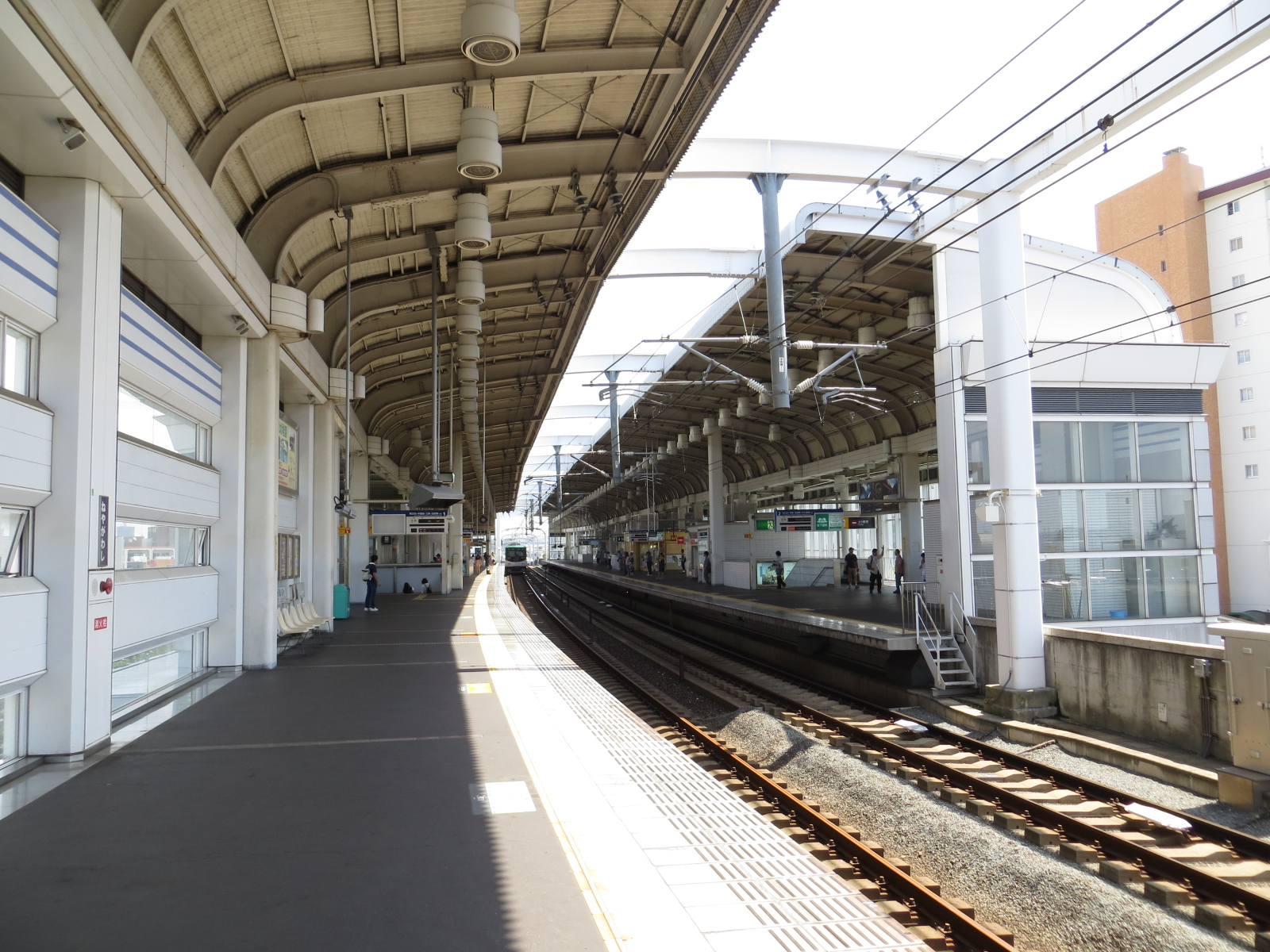
ホーム（2013年7月）

相対式ホーム2面2線の高架駅。3階建て構造だが駅の東西で高低差があるため、東側は1階、西側は中1階となっている。1階にはSSM店舗フレスト、中1階には京阪サービスコアねやがわ（中に「京阪ライフサポート」）、定期券売場、京阪交通社等がある。
2階は改札・コンコースとなっており、構内にはマクドナルド・神戸屋などが入居している。駅東側はペデストリアンデッキにより、アドバンスねやがわ2号館や東側ロータリーと直結する。また、駅前広場として全体で2003年グッドデザイン賞を受賞している。
3階はホームで、天井が京阪線の他の駅と比べ非常に高くなっている。連続立体交差工事に際して身障者対応エレベーター3基・点字の案内図と料金表・多目的トイレなどを整備し、バリアフリーを徹底している。また、大阪・淀屋橋方面ホームにアンスリー（コンビニエンスストア）および麺座（立ち食いそば・うどん店）が営業している。駅がカーブ上にあるため、ホームと電車の間が広いところがある。両ホームとも有効長は8両。
用地の関係上、上下線ホームが約1.5両分ずれて設置されている。現在の上りホームが地上駅時代の位置で、地上時の下りホーム大阪寄り先端は大変狭いものであった。なお高架化に際して、駅部分については仮線をひく用地が確保できなかったため、京阪では初めての直上高架方式が採用された。
萱島駅 - 寝屋川市駅の間には寝屋川車庫・工場がある。その関係で、早朝・深夜には寝屋川信号所を経て当駅を始終点とする列車も見られる。

### のりば
| 番線 | 路線      | 方向 | 行先                 |
| ---- | --------- | ---- | -------------------- |
| 1    | ■京阪本線 | 上り | 三条・出町柳方面     |
| 2    | ■京阪本線 | 下り | 淀屋橋・中之島線方面 |

## 利用状況
2022年（令和4年）のある特定日における1日乗降人員は56,140人（乗車人員：28,187人、降車人員：27,953人）である。京阪の駅では京橋駅、淀屋橋駅、枚方市駅に次いで4番目に利用客が多く、特急通過駅として、また他路線と接続しない京阪の駅では第1位である。1990年代前半は枚方市駅を上回る乗降人員を記録していた。
各年度の特定日における1日利用状況は下表の通りである。
| 年度               | 乗車人員 | 降車人員 | 乗降人員 | 出典          |
| ------------------ | -------- | -------- | -------- | ------------- |
| 1966年（昭和41年） | 31,672   | -        | -        | [ 大阪府 1 ]  |
| 1967年（昭和42年） | 36,024   | -        | -        | [ 大阪府 2 ]  |
| 1968年（昭和43年） | 37,993   | -        | -        | [ 大阪府 3 ]  |
| 1969年（昭和44年） | 39,207   | -        | -        | [ 大阪府 4 ]  |
| 1970年（昭和45年） | 40,049   | -        | -        | [ 大阪府 5 ]  |
| 1971年（昭和46年） | 42,132   | -        | -        | [ 大阪府 6 ]  |
| 1972年（昭和47年） | 47,500   | -        | -        | [ 大阪府 7 ]  |
| 1973年（昭和48年） | 46,862   | -        | -        | [ 大阪府 8 ]  |
| 1974年（昭和49年） | 46,087   | -        | -        | [ 大阪府 9 ]  |
| 1975年（昭和50年） | 45,579   | -        | -        | [ 大阪府 10 ] |
| 1976年（昭和51年） | 46,432   | -        | -        | [ 大阪府 11 ] |
| 1977年（昭和52年） | 46,523   | -        | -        | [ 大阪府 12 ] |
| 1978年（昭和53年） | 45,337   | -        | -        | [ 大阪府 13 ] |
| 1979年（昭和54年） | 44,805   | -        | -        | [ 大阪府 14 ] |
| 1980年（昭和55年） | 43,644   | -        | -        | [ 大阪府 15 ] |
| 1981年（昭和56年） | 44,563   | -        | -        | [ 大阪府 16 ] |
| 1982年（昭和57年） | 44,527   | 43,533   | 88,060   | [ 大阪府 17 ] |
| 1983年（昭和58年） | 44,417   | 43,366   | 87,783   | [ 大阪府 18 ] |
| 1984年（昭和59年） | 43,496   | 42,779   | 86,275   | [ 大阪府 19 ] |
| 1985年（昭和60年） | 42,656   | 42,238   | 84,894   | [ 大阪府 20 ] |
| 1986年（昭和61年） | 44,695   | 43,826   | 88,521   | [ 大阪府 21 ] |
| 1987年（昭和62年） | 45,352   | 44,128   | 89,480   | [ 大阪府 22 ] |
| 1988年（昭和63年） | 45,893   | 44,548   | 90,441   | [ 大阪府 23 ] |
| 1989年（平成元年） | 45,884   | 44,995   | 90,879   | [ 大阪府 24 ] |
| 1990年（平成02年） | 45,735   | 45,736   | 91,471   | [ 大阪府 25 ] |
| 1991年（平成03年） | -        | -        | -        | [ 大阪府 26 ] |
| 1992年（平成04年） | 48,142   | 47,837   | 95,979   | [ 大阪府 27 ] |
| 1993年（平成05年） | -        | -        | -        | [ 大阪府 28 ] |
| 1994年（平成06年） | -        | -        | -        | [ 大阪府 29 ] |
| 1995年（平成07年） | 45,957   | 45,465   | 91,422   | [ 大阪府 30 ] |
| 1996年（平成08年） | -        | -        | -        | [ 大阪府 31 ] |
| 1997年（平成09年） | -        | -        | -        | [ 大阪府 32 ] |
| 1998年（平成10年） | 40,803   | 40,337   | 81,140   | [ 大阪府 33 ] |
| 1999年（平成11年） | -        | -        | -        | [ 大阪府 34 ] |
| 2000年（平成12年） | 40,497   | 39,770   | 80,267   | [ 大阪府 35 ] |
| 2001年（平成13年） | -        | -        | -        | [ 大阪府 36 ] |
| 2002年（平成14年） | 38,615   | 38,306   | 76,921   | [ 大阪府 37 ] |
| 2003年（平成15年） | 38,622   | 38,581   | 77,203   | [ 大阪府 38 ] |
| 2004年（平成16年） | 37,356   | 37,043   | 74,399   | [ 大阪府 39 ] |
| 2005年（平成17年） | 37,296   | 36,926   | 74,222   | [ 大阪府 40 ] |
| 2006年（平成18年） | 36,459   | 36,098   | 72,557   | [ 大阪府 41 ] |
| 2007年（平成19年） | 35,626   | 35,414   | 71,040   | [ 大阪府 42 ] |
| 2008年（平成20年） | 34,845   | 34,631   | 69,476   | [ 大阪府 43 ] |
| 2009年（平成21年） | 33,769   | 33,498   | 67,267   | [ 大阪府 44 ] |
| 2010年（平成22年） | 33,711   | 33,133   | 66,844   | [ 大阪府 45 ] |
| 2011年（平成23年） | 34,281   | 34,119   | 68,400   | [ 大阪府 46 ] |
| 2012年（平成24年） | 34,546   | 34,482   | 69,028   | [ 大阪府 47 ] |
| 2013年（平成25年） | 33,487   | 33,299   | 66,786   | [ 大阪府 48 ] |
| 2014年（平成26年） | 33,423   | 33,154   | 66,577   | [ 大阪府 49 ] |
| 2015年（平成27年） | 33,863   | 33,721   | 67,584   | [ 大阪府 50 ] |
| 2016年（平成28年） | 31,049   | 30,668   | 61,717   | [ 大阪府 51 ] |
| 2017年（平成29年） | 33,378   | 33,114   | 66,492   | [ 大阪府 52 ] |
| 2018年（平成30年） | 32,768   | 32,568   | 65,336   | [ 大阪府 53 ] |
| 2019年（令和元年） | 32,312   | 32,099   | 64,411   | [ 大阪府 54 ] |
| 2020年（令和02年） | 26,728   | 26,587   | 53,315   | [ 大阪府 55 ] |
| 2021年（令和03年） | 27,033   | 26,999   | 54,032   | [ 大阪府 56 ] |
| 2022年（令和04年） | 28,187   | 27,953   | 56,140   | [ 大阪府 57 ] |

## 駅周辺

### 複合施設
- アドバンスねやがわ
  - イズミヤ 寝屋川店（1号館）
  - 寝屋川市立中央図書館（1号館4階）
  - 寝屋川市駅前図書館（2号館3階）

### 公共施設
- 寝屋川市役所
- ねやがわシティ・ステーション
- 寝屋川市民会館
- 寝屋川市立エスポアール
- 寝屋川市立消費生活センター
- 寝屋川市立地域交流センター「アルカスホール」
- 寝屋川市立子育てリフレッシュ館「RELATTO」
- 寝屋川市保健所
- 大阪府中央子ども家庭センター
- 大阪府寝屋川警察署
- 国土交通省近畿運輸局大阪運輸支局

### 主な商業施設
- フレスト寝屋川店
- 寝屋川デポマート（ライフ・コーナン・上新電機）
- 大利商店街（ベル大利）
- 早子通商店街（ねやがわいちばんがい）

### 主な企業・団体
- 寝屋川郵便局
- NTT西日本京阪営業支店
- 京阪電気鉄道 寝屋川車庫
- エクセディ本社
- イトーキ寝屋川工場
- 本荘ケミカル本社工場
- 産業振興センター・北大阪商工会議所寝屋川支所

### 文教施設
- 大阪府立寝屋川高等学校
- 寝屋川市立中央小学校
- 寝屋川市立成美小学校
- 大阪電気通信大学 寝屋川キャンパス・駅前キャンパス
- 大阪公立大学工業高等専門学校
- 摂南大学 寝屋川キャンパス（当駅からバス利用）

### 寺社仏閣・主な観光地
- 寝屋川せせらぎ公園
- 友呂岐緑地
- 住吉神社（ねや川戎）
- 八坂神社

## バス路線
駅の東西にバスターミナルがあり、京阪バスが乗り入れている。関西空港行きのリムジンバスは京阪バスと関西空港交通の共同運行であり、東口0のりばから発車するが、運休中。他に、2024年度からは京阪バスが撤退した路線を運行する寝屋川市の交通事業「ねやBUS」も乗り入れる。
一般路線バスの停留所名はそれぞれ「寝屋川市駅（東口）」「寝屋川市駅（西口）」だが行先表示や車内モニターなどでは全て「寝屋川市駅」とのみ表記される。
東口を中心に数多くの系統が乗り入れているが、利用客数は同市内の京阪香里園よりも少なくなっている。
| のりば | のりば | 路線名         | 担当       | 系統・行先                                | 備考                                                     |
| ------ | ------ | -------------- | ---------- | ----------------------------------------- | -------------------------------------------------------- |
| 東口   | 1      | 高宮四条畷線   | 交野       | 31号経路：太秦住宅/太秦東口               | 朝夕のみ運行、夕方以降の一部は太秦東口行き               |
| 東口   | 1      | 高宮四条畷線   | 交野       | 31A号経路：太秦住宅方面                   | 日中のみ運行                                             |
| 東口   | 1      | 高宮四条畷線   | 交野       | 36号経路：寝屋川公園駅                    | 日中5本のみ運行。太秦住宅経由                            |
| 東口   | 1      | 寝屋川音羽町線 | 寝屋川     | 26号経路：京阪香里園西口                  | 音羽町経由                                               |
| 東口   | 1      | 寝屋川音羽町線 | 寝屋川     | 26A号経路：京阪香里園西口                 | 寝屋川市役所・音羽町経由、平日のみ運行                   |
| 東口   | 2      | 寝屋川団地線   | 交野       | 21号経路：寝屋川団地                      |                                                          |
| 東口   | 2      | 寝屋川団地線   | 交野       | 21A号経路：高田一丁目                     | 日中5本のみ運行                                          |
| 東口   | 2      | 星田線         | 交野       | 41B号経路：梅が丘/寝屋川公園駅            | 梅が丘行きは2本のみ                                      |
| 東口   | 2      | 星田線         | 交野       | 47B号経路：寝屋川公園駅/星田駅            | 夕方以降および平日朝のみ運行。一部は星田駅止まり         |
| 東口   | 3      | 高宮四条畷線   | 門真       | 19A号経路：四条畷駅                       | 四條畷市役所経由                                         |
| 東口   | 3      | 高宮四条畷線   | 門真       | 20A号経路：四条畷駅                       | 忍ヶ丘駅口経由                                           |
| 東口   | 3      | 高宮四条畷線   | 門真       | 30号経路：イオンモール四條畷              |                                                          |
| 東口   | 3      | 高宮四条畷線   | 交野       | 35号経路：忍ヶ丘駅                        | 1日3本のみ運行                                           |
| 東口   | 4      | 寝屋川北部線   | 交野       | 22号経路：京阪香里園                      |                                                          |
| 東口   | 4      | 寝屋川北部線   | 交野       | NS経路：同志社香里                        | 学休期を除く平日朝8時台の4本のみ                         |
| 西口   | 1      | 国道線         | 寝屋川     | 4号経路：大日駅/京阪守口市駅              | 朝の便は大日駅（広場）通過、日中・夜間は大日駅止まりのみ |
| 西口   | 1      | 高柳線         | 寝屋川     | 14号経路：京阪大和田駅                    | 平日の日中のみ運行                                       |
| 西口   | 2      | 寝屋川守口線   | 寝屋川     | 1号経路：京阪守口市駅                     | 朝夕のみ運行                                             |
| 西口   | 2      | 寝屋川守口線   | 寝屋川     | 1A号経路：大日駅                          | 日中のみ運行。五番経由                                   |
| 西口   | 2      | 寝屋川守口線   | 寝屋川     | 6号経路：大日駅                           | 日中のみ運行。佐太二番経由                               |
| 西口   | 2      | 寝屋川守口線   | 寝屋川     | 22号経路：仁和寺                          | 朝夕のみ運行                                             |
| 西口   | 3      | 寝屋川守口線   | 寝屋川     | 5号経路：大日駅                           | ほぼ日中のみ運行。摂南大学経由                           |
| 西口   | 3      | 太間公園点野線 | 寝屋川     | 10号経路：摂南大学・点野方面左回り/仁和寺 | 本数わずか                                               |
| 西口   | 3      | 太間公園点野線 | 寝屋川ほか | 11号経路：太間公園                        | 平日の一部は高槻が担当                                   |
| 西口   | 3      | 太間公園点野線 | 寝屋川ほか | NS経路：摂南大学                          | 学休期を除く平日のみ運行。一部は高槻・門真が担当         |
| 西口   | 3      | 寝屋川茨木線   | 寝屋川ほか | 12号経路：JR茨木東口                      | 平日の一部は高槻が担当                                   |

## 隣の駅
京阪電気鉄道
京阪本線
■快速特急「洛楽」・□ライナー（下記以外）・■特急
通過　
□ライナー（樟葉・枚方市始発淀屋橋行き下り列車）・■通勤快急（平日朝下りのみ運転）
京橋駅 (KH04) ← 寝屋川市駅 (KH17) ← 香里園駅 (KH18)
■快速急行・■急行
守口市駅 (KH11) - 寝屋川市駅 (KH17) - 香里園駅 (KH18)
■通勤準急（平日朝下りのみ運転）・■準急・■区間急行・■普通
萱島駅 (KH16) - （寝屋川信号所） - 寝屋川市駅 (KH17) - 香里園駅 (KH18)
- 括弧内は駅番号を示す。

### 記事本文

### 利用状況の出典
1. ↑  大阪府統計年鑑 - 大阪府
2. ↑  寝屋川市統計書 - 寝屋川市

大阪府統計年鑑
1. ↑  大阪府統計年鑑（昭和42年） (PDF)
2. ↑  大阪府統計年鑑（昭和43年） (PDF)
3. ↑  大阪府統計年鑑（昭和44年） (PDF)
4. ↑  大阪府統計年鑑（昭和45年） (PDF)
5. ↑  大阪府統計年鑑（昭和46年） (PDF)
6. ↑  大阪府統計年鑑（昭和47年） (PDF)
7. ↑  大阪府統計年鑑（昭和48年） (PDF)
8. ↑  大阪府統計年鑑（昭和49年） (PDF)
9. ↑  大阪府統計年鑑（昭和50年） (PDF)
10. ↑  大阪府統計年鑑（昭和51年） (PDF)
11. ↑  大阪府統計年鑑（昭和52年） (PDF)
12. ↑  大阪府統計年鑑（昭和53年） (PDF)
13. ↑  大阪府統計年鑑（昭和54年） (PDF)
14. ↑  大阪府統計年鑑（昭和55年） (PDF)
15. ↑  大阪府統計年鑑（昭和56年） (PDF)
16. ↑  大阪府統計年鑑（昭和57年） (PDF)
17. ↑  大阪府統計年鑑（昭和58年） (PDF)
18. ↑  大阪府統計年鑑（昭和59年） (PDF)
19. ↑  大阪府統計年鑑（昭和60年） (PDF)
20. ↑  大阪府統計年鑑（昭和61年） (PDF)
21. ↑  大阪府統計年鑑（昭和62年） (PDF)
22. ↑  大阪府統計年鑑（昭和63年） (PDF)
23. ↑  大阪府統計年鑑（平成元年） (PDF)
24. ↑  大阪府統計年鑑（平成2年） (PDF)
25. ↑  大阪府統計年鑑（平成3年） (PDF)
26. ↑  大阪府統計年鑑（平成4年） (PDF)
27. ↑  大阪府統計年鑑（平成5年） (PDF)
28. ↑  大阪府統計年鑑（平成6年） (PDF)
29. ↑  大阪府統計年鑑（平成7年） (PDF)
30. ↑  大阪府統計年鑑（平成8年） (PDF)
31. ↑  大阪府統計年鑑（平成9年） (PDF)
32. ↑  大阪府統計年鑑（平成10年） (PDF)
33. ↑  大阪府統計年鑑（平成11年） (PDF)
34. ↑  大阪府統計年鑑（平成12年） (PDF)
35. ↑  大阪府統計年鑑（平成13年） (PDF)
36. ↑  大阪府統計年鑑（平成14年） (PDF)
37. ↑  大阪府統計年鑑（平成15年） (PDF)
38. ↑  大阪府統計年鑑（平成16年） (PDF)
39. ↑  大阪府統計年鑑（平成17年） (PDF)
40. ↑  大阪府統計年鑑（平成18年） (PDF)
41. ↑  大阪府統計年鑑（平成19年） (PDF)
42. ↑  大阪府統計年鑑（平成20年） (PDF)
43. ↑  大阪府統計年鑑（平成21年） (PDF)
44. ↑  大阪府統計年鑑（平成22年） (PDF)
45. ↑  大阪府統計年鑑（平成23年） (PDF)
46. ↑  大阪府統計年鑑（平成24年） (PDF)
47. ↑  大阪府統計年鑑（平成25年） (PDF)
48. ↑  大阪府統計年鑑（平成26年） (PDF)
49. ↑  大阪府統計年鑑（平成27年） (PDF)
50. ↑  大阪府統計年鑑（平成28年） (PDF)
51. ↑  大阪府統計年鑑（平成29年） (PDF)
52. ↑  大阪府統計年鑑（平成30年） (PDF)
53. ↑  大阪府統計年鑑（令和元年） (PDF)
54. ↑  大阪府統計年鑑（令和2年） (PDF)
55. ↑  大阪府統計年鑑（令和3年） (PDF)
56. ↑  大阪府統計年鑑（令和4年） (PDF)
57. ↑  大阪府統計年鑑（令和5年） (PDF)